# ニントゥアン省
ニントゥアン省（ニントゥアンしょう、ベトナム語：Tỉnh Ninh Thuận / 省寧順  発音）、旧名はファンラン省 / 潘郎省, は、ベトナムのかつての省（地方自治体）。省都はファンラン＝タップチャム市。
2025年、カインホア省に統合された。

## 概要
南東部に位置し、東は南シナ海に接している。
人口規模は、60万人と沿岸部の省の中では最も少ない。年間降水量が700mm程度で砂丘地帯が広がるなど水田農業には不向きな土地が多い。インフラが整備されていないため、大規模な工業や観光業等の他産業の振興も観られない。2000年代に入ってニントゥアン第一原子力発電所、同第二原子力発電所の建設が具体化し、2020年頃までの完成を目指して建設が進められていたが、2016年に財政難と住民の反対を理由として工事の中止、事業の凍結が決定された。

## 隣接行政区画
- ビントゥアン省
- ラムドン省
- カインホア省

## 行政区画
1市6県で構成される。

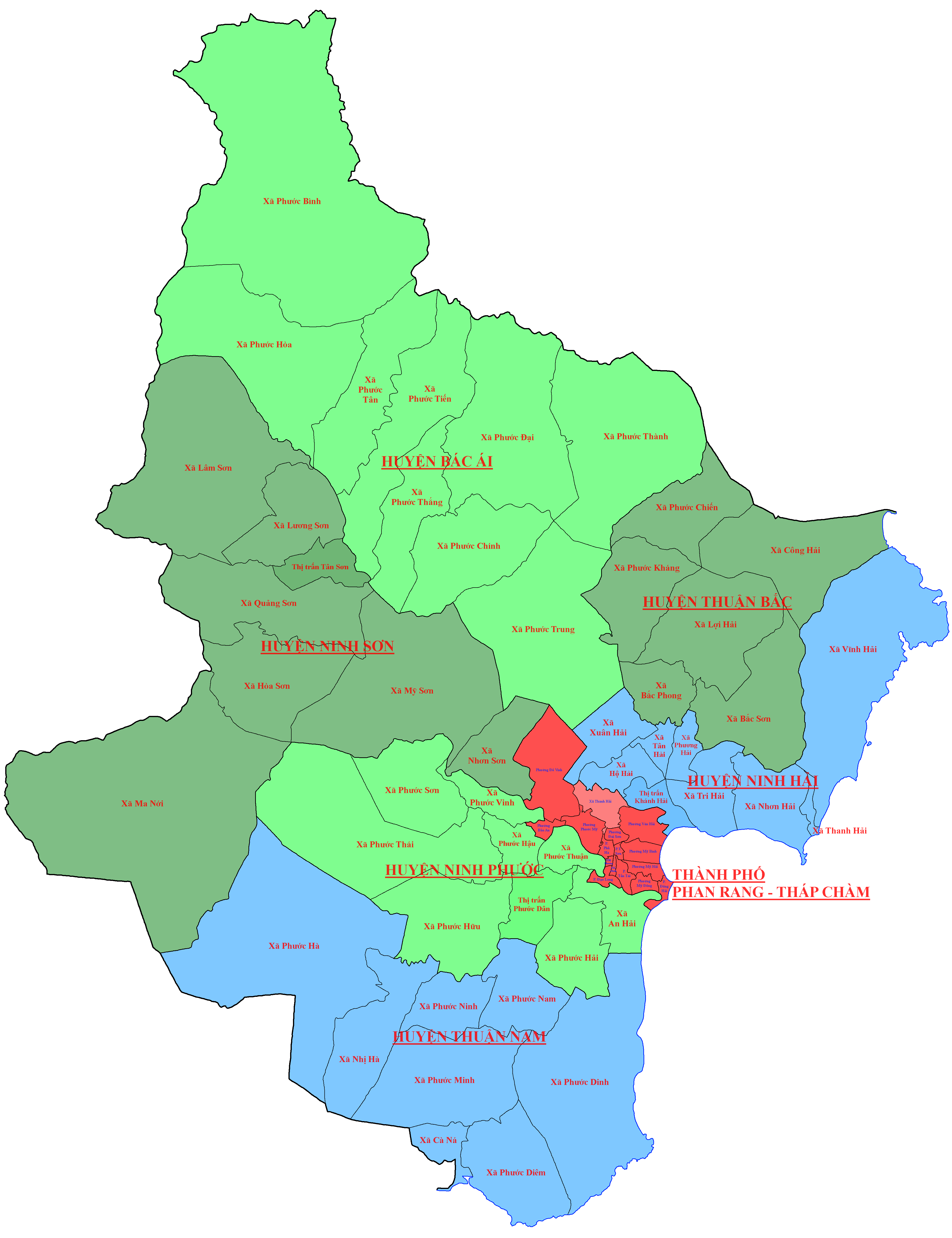
地図

- ファンラン＝タップチャム市（Phan Rang-Tháp Chàm / 潘郎-塔占）
- バックアイ県（Bác Ái / 博愛）
- ニンハイ県（Ninh Hải / 寧海）
- ニンフオック県（Ninh Phước / 寧福）
- ニンソン県（Ninh Sơn / 寧山）
- トゥアンバク県（Thuận Bắc / 順北）
- トゥアンナム県（Thuận Nam / 順南）